# Erlend Haraldsson
Erlend ungi Haraldsson (1124 - 21 de diciembre de 1156) fue un caudillo hiberno-nórdico y jarl de las Orcadas entre 1154 y 1156, compartió gobierno con sus primos Ragnvald Kali Kolsson y Harald Maddadsson. Erlend era hijo de Harald Haakonsson. Instigado por su tía Frakokk Moddansdatter, se aprovecha de la ausencia de Rognvald Kali Kolsson que había partido en peregrinación para reivindicar el poder sobre las Orcadas, por lo que obtiene la autorización de Øystein II de Noruega para administrar la parte de Rognvald. A pesar de este acuerdo, se enfrenta a Harald Maddadsson por el control de la totalidad del archipiélago.
El rey David I de Escocia ofrecer a Erland la mitad de Caithness y como resultado surgen conflictos políticos que no finalizan hasta su derrota en batalla el 24 de octubre de 1156 contra las fuerzas aliadas de Rognvald Kali Kolsson y Harald Maddadsson y su muerte en la fuga el 21 de diciembre, cuando es asesinado por sus perseguidores.